# 동가주

동가주

동가주(프랑스어: Donga)는 베냉 중부에 위치한 주로, 주도는 주구이며 면적은 10,691km2, 인구는 542,605명(2013년 기준)이다. 북쪽으로는 아타코라주, 동쪽으로는 알리보리주, 남쪽으로는 콜린주와 접하며 서쪽으로는 토고와 국경을 맞대고 있다. 1999년 아타코라주에서 분리되어 신설되었다.

## 하위 행정 구역

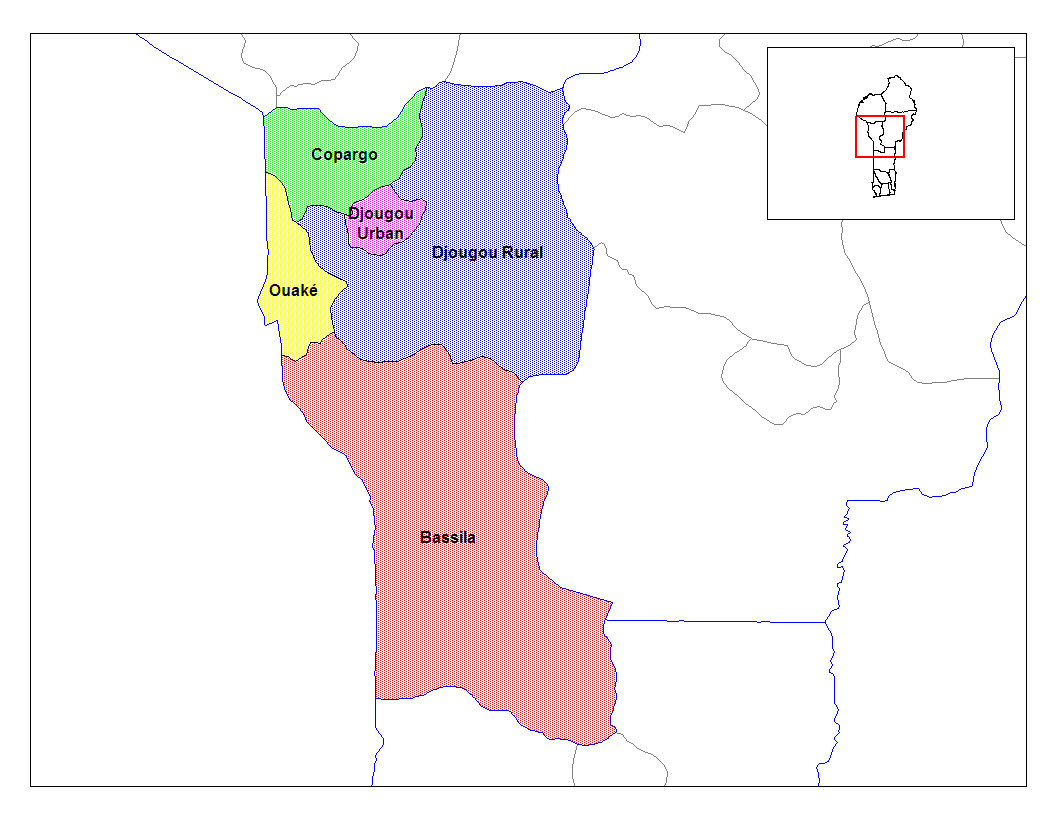

5개 지방 자치체(바실라, 코파르고, 주구촌(村), 주구시(市), 우아케)를 관할한다.